# Żwirka
Żwirka (ukr. Жвирка) – osiedle typu miejskiego, położone w rejonie czerwonogrodzkim obwodu lwowskiego Ukrainy, położone nad rzeką Bug. Obecnie stanowi część miasta Sokal.

## Historia
Miejscowość założona w 1885 roku.
Do 1939 Żwirka stanowiła lewobrzeżną część Sokala w powiecie sokalskim, w województwie lwowskim. Podczas II wojny światowej Sokal przecięła granica niemiecko-sowiecka, przez co Żwirka (oraz sąsiednie Zabuże) stała się wsią i gromadą w gminie Krystynopol w Landkreis Hrubieszów w dystrykcie lubelskim w Generalnym Gubernatorstwie. Po wojnie pozostała przy gminie Krystynopol w powiecie hrubieszowskim w województwie lubelskim (Sokal odpadł do ZSRR). W Polsce pozostała aż do 15 lutego 1951 roku, kiedy to polską Sokalszczyznę Związkowi Radzieckiemu w ramach umowy o zamianie granic z 1951 roku (weszło w skład nowo utworzonego rejonu zabuskiego w Ukraińskiej SRR).
Status osiedla posiada od 1956 roku.

## Zabytki
W Żwirce znajduje się zrujnowany klasztor bernardynów z kościołem Matki Bożej Pocieszenia. Jest to zespół klasztorny z XVII wieku o monumentalnej bryle w stylu barokowym. Klasztor był do wybuchu II wojny światowej miejscem kultu Matki Bożej Sokalskiej. W 1951 roku uznawany za cudowny obraz został potajemnie przeniesiony do kaplicy kościoła św. Bernardyna w Krakowie położonej za zakrystią. W 2002 roku został przeniesiony do nowego Sanktuarium Matki Bożej Sokalskiej w Hrubieszowie.
Po zmianie granic w 1951 roku klasztor został zamieniony na więzienie o zaostrzonym rygorze i znacznie zrujnowany.
27 marca 2012 roku zabytkowy klasztor wraz z kościołem w wyniku zaniedbań ukraińskich władz więziennych spłonął doszczętnie. Z zabytkowych zabudowań pozostały jedynie opalone ściany.
W tutejszym klasztorze został pochowany m.in. Jan Ostroróg – polski pisarz-pamiętnikarz, przyrodnik, wojewoda poznański.

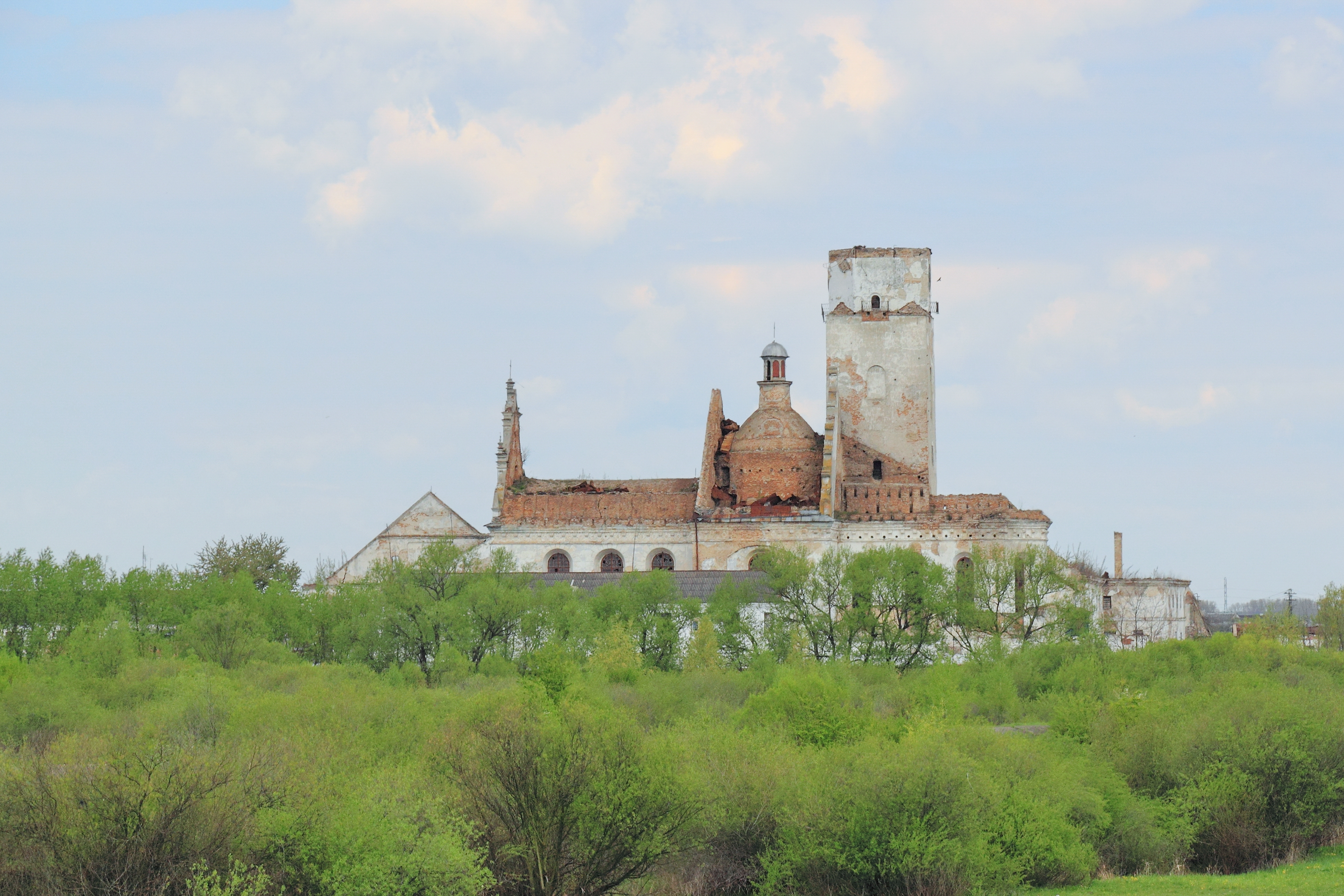
Klasztor po pożarze w 2012 roku